# جورج فريدريش ناب
جورج فريدريش ناب (بالألمانية: Georg Friedrich Knapp)‏ (و. 1842 – 1926 م) هو اقتصادي، وأستاذ جامعي ألماني، ولد في غيسن، وكان عضوًا في أكاديمية هايدلبرغ للعلوم والعلوم الإنسانية (منذ 1921)، وأكاديمية هايدلبرغ للعلوم والعلوم الإنسانية (1920–1921)، والأكاديمية البروسية للعلوم، والأكاديمية البافارية للعلوم والعلوم الإنسانية، توفي في دارمشتات، عن عمر يناهز 84 عاماً.

## التعليم
تعلم في جامعة غوتينغن.

## جوائز
حصل على جوائز منها:
- وسام الاستحقاق للفنون والعلوم.